# Aristolochia paucinervis
Aristolochia paucinervis é uma espécie de planta com flor pertencente à família Aristolochiaceae. 
A autoridade científica da espécie é Pomel, tendo sido publicada em Nouveau Materiaux pour la Flore Atlantique 1: 136. 1874.

## Portugal
Trata-se de uma espécie presente no território português, nomeadamente em Portugal Continental e no Arquipélago da Madeira.
Em termos de naturalidade é nativa das duas regiões atrás indicadas.

## Protecção
Não se encontra protegida por legislação portuguesa ou da Comunidade Europeia.